# Year's End
Year's End es el noveno episodio de la primera temporada de la serie estadounidense de drama y ciencia ficción, Arrow. El episodio fue escrito por Andrew Kreisberg y Marc Guggenheim, basados en la historia de Greg Berlanti y Marc Guggenheim; dirigido por John Dahl y fue estrenado el 12 de diciembre de 2012 en Estados Unidos por la cadena CW. En Latinoamérica, Warner Channel estrenó el episodio el 21 de enero de 2013.
Oliver descubre que después de su desaparición, su familia dejó de celebrar la Navidad. Al saber esto, decide ofrece una fiesta de Navidad para la familia, con el fin de que las cosas vuelvan a la normalidad. Mientras tanto, Tommy quiere pasar la Navidad con Laurel, pero ella insiste en que necesita pasarla con su padre, dado que es el cumpleaños de su hermana fallecida. Tommy sugiere a Laurel que tal vez hacer un cambio en las cosas no es una mala idea. Mientras tanto, Oliver descubre que alguien está asesinando con flechas a las personas de la lista.

## Argumento
Adam Hunt asesinado por un misterioso arquero; el Detective Lance deduce que un imitador es el responsable pero su superior acusa públicamente al vigilante. Oliver planea una fiesta de Navidad en la mansión para recuperar el espíritu de las fiestas con su familia, a la que Tommy invita a Laurel. Oliver salva a algunos rehenes del misterioso arquero, y los dos arqueros salen heridos después de la lucha. El misterioso arquero se escapa pero es revelado que es Malcolm Merlyn, el padre de Tommy. Walter es secuestrado por uno de los socios de Malcolm para que Moira no interfiera con los planes de la organización de Malcolm para la ciudad. Mientras se recuperaba en el hospital, Oliver jura acabar con el hombre que cree que está detrás del arquero.
Un flashback muestra la captura de Edward Fyers, quien le dice a Oliver que la isla era una prisión para delincuentes peligrosos y que su unidad se encargó de exterminar a los prisioneros, incluyendo Yao Fei. Yao Fei es capturado por los hombres de Fyers mientras conducen Oliver a un posible escape de la isla.

## Elenco
- Stephen Amell como Oliver Queen.
- Katie Cassidy como Dinah Laurel Lance.
- Colin Donnell como Tommy Merlyn.
- David Ramsey como John Diggle.
- Willa Holland como Thea Queen.
- Susanna Thompson como Moira Queen.
- Paul Blackthorne como el detective Quentin Lance.

## Contuinuidad
- Quentin Lance fue visto anteriormente en Muse of Fire.
- Adam Hunt fue visto anteriormente en Pilot.
- Este episodio marca la primera aparición de El arquero oscuro, que resulta ser Malcolm Merlyn.
- Walter es secuestrado por órdenes de Malcolm Merlyn.
- Este episodio es considerado el final de media temporada de la serie.

## Desarrollo

### Producción
La producción de este episodio comenzó el 27 de septiembre y terminó el 5 de octubre de 2012.

### Filmación
El episodio fue filmado del 9 al 18 de octubre de 2012.

## Recepción

### Recepción de la crítica
Jesse Schedeen de IGN calificó al episodio de bueno y le dio una puntuación de 7.6, diciendo: "El final de mitad de temporada de Arrow ofrece un montón de revelaciones acompañados de un poco de material navideño para olvidar. El material de fiestas puede haber sido una idea de último momento, y algunas de las opciones de narración es un poco dudosa, pero "Year's End" es todavía un sólido final de mitad de temporada para Arrow. Con todas las bases que episodios recientes han estado poniendo, hay pocas razones para dudar de la serie sólo será más emocionante en 2013".

### Recepción del público
El episodio fue visto por 3.11 millones de espectadores, recibiendo 1.0 millón entre los espectadores entre 18-49 años.